# バチェーノ
バチェーノ（伊: Baceno）は、イタリア共和国ピエモンテ州ヴェルバーノ・クジオ・オッソラ県にある、人口約900人の基礎自治体（コムーネ）。

## 地理

### 位置・広がり
| 隣接するコムーネは以下の通り。括弧内のCH-VSはスイスヴァレー州フィスプ郡所属を示す。 - Binn (CH-VS) - クロード - フォルマッツァ - Grengiols (CH-VS) - プレーミア - ヴァルツォ |

## 行政

### 分離集落
バチェーノには、以下の分離集落（フラツィオーネ）がある。
Crampiolo, Crino, Croveo, Devero, Goglio, Graglia, Osso, Uresso